# Blaiseus
Blaiseus là một chi bọ cánh cứng trong họ 
Elateridae.
Chi này được miêu tả khoa học năm 1931 bởi Fleutiaux.

## Các loài
Chi này có các loài:
- Blaiseus bedeli Fleutiaux, 1931